# Três Lagoas
Três Lagoas és una ciutat de l'estat brasiler de Mato Grosso do Sul. El 2016 tenia 115.561 habitants.